# マックス＝ヘルムート・オステルマン
マックス＝ヘルムート・オステルマン（Max-Hellmuth Ostermann、1917年12月11日 - 1942年 8月9日）は、第二次世界大戦時のドイツ空軍のエース・パイロットである。エース・パイロットとは空中戦で5機以上の敵機を撃墜した軍隊パイロットを呼び表す呼称である。オステルマンは300回以上の作戦行動で102機の敵機を撃墜し、西部戦線での8機とベルグラード上空での1機以外そのほとんどは東部戦線に於ける戦果であった。空戦での急旋回時にラダーペダルを深く踏み込む必要があるため身長の低いオステルマンは足とペダルの間に木片を挟まねばならなかった。
オステルマンは1917年12月11日に自由ハンザ都市ハンブルクに生まれ、1937年にドイツ空軍に入隊し、操縦士としての訓練を受けた。重戦闘機部隊の第1駆逐航空団（ZG 1）に短期間所属した後、第54戦闘航空団（JG 54）に配属された。東部戦線に配置される前にはフランス侵攻とバトル・オブ・ブリテンに参加した。東部戦線で100機撃墜を達成した6人目の戦闘機パイロットとなったことで柏葉・剣付騎士鉄十字勲章を授与された。1942年 8月9日にオステルマンはソ連空軍の戦闘機との交戦によりイリメニ湖の南東で戦死した。

## 前半生の履歴
マックス＝ヘルムート・オステルマンは1917年12月11日に司法官庁の公務員の子としてハンブルクで生まれた。中等教育の最後に受験する最終試験のアビトゥーア合格後の1937年3月に士官候補生（Fahnenjunker）としてドイツ空軍に入隊した。オステルマンは最初にメッサーシュミット Bf 110を装備する第1駆逐航空団（ZG 1）の第I飛行隊に配属され、1939年のポーランド侵攻に参加した。
1940年1月にZG 1/第I飛行隊の指揮官に着任したヴォルフガング・ファルク大尉はBf 110がオステルマンには少し大きすぎると考え、4月7日にオステルマンを当時メンヒェングラートバッハに駐留するメッサーシュミット Bf 109を装備した第21戦闘航空団（JG 21）/第I飛行隊へ転属させた。JG 21は第27戦闘航空団（JG 27）の戦闘航空団司令のマックス・イーベル中佐の指揮下にあった。
オステルマンは1940年5月20日にフランス侵攻作戦中の2機のうち最初の1機の撃墜を記録した。2機編隊のロッテでオステルマンはフリッツ・マルクス（Fritz Marcks）伍長（Unteroffizier）を僚機としており、ギュンター・ショルツ（Günther Scholz）中尉に率いられた4機編隊のシュヴァルムがアミアン近郊でフランス空軍の8機のモラーヌ・ソルニエ MS.406と会敵したときにオステルマン、マルクス、ショルツは各々1機を撃墜した。2機目の記録は5月26日に撃墜したカーチス ホーク75であり、正対航過射撃で2発の20mm機関砲弾が敵機の尾翼を粉砕してその大きな破片がオステルマン機の右主翼と接触した。フランス機のパイロットは脱出するのが目撃され、オステルマンは何とか自機を無事に着陸させた。
JG 21/第I飛行隊が英仏海峡沿岸地域への移動命令を受けたときに飛行隊は第54戦闘航空団（JG 54）/第III飛行隊に改称された。8月12日のオステルマン3機目の撃墜記録は、英第610飛行隊のE・B・B・スミス（E.B.B. Smith）大尉だった可能性がある。スミスは乗機のスーパーマリン スピットファイア（K9818）から脱出し、海峡から救出されて入院した。10月8日にオステルマンは累計7機目、バトル・オブ・ブリテンでの5機目を撃墜した。撃墜されたのは当日ロンドン外環南クロイドンの西、サットン近郊に駐留していた第303ポーランド戦闘飛行隊のハリケーン Mk. I（R4175）に搭乗中に戦死したチェコ人のヨゼフ・フランチシェク軍曹であったらしい。フランチシェクの墜落死の原因は定かではない。オステルマンの申告とは別に（Max Clerico）少尉と（Fritz Oeltjens）軍曹も同じ時間、同じ空域で各々1機の撃墜を申告した。1940年9月5日にJG 54/第III飛行隊の飛行隊長が作戦任務から帰還せず、戦闘航空団司令のハンネス・トラウトロフトはギュンター・ショルツ（Günther Scholz）中尉を飛行隊の臨時の指揮官に任命した。第7飛行中隊の指揮官の地位はハンス＝エッケハルト・ボプ中尉が埋め、エッケハルト・ボプはオステルマンの指導官の一人となった。9月30日の護衛任務の最中にボプとオステルマンは各々スピットファイア1機を撃墜したが、その帰路にオステルマンの僚機が銃撃を受けベクスヒルに不時着せざるを得なくなった。墜落したパイロットは僚機に向け無線でこう送信した：
Spinat vier meldet sich ab nach Kanada—「シュピナート4はカナダから状況を報告する。」
10月20日にあげた戦果の英第74飛行隊所属のスピットファイアは、オステルマンが撃墜した6機目の英空軍の戦闘機であり（累計撃墜数で8機目）、バトル・オブ・ブリテン期間での最後の戦果となった。翌日、JG 54/第III飛行隊は配置換えの命令を受けた。長い期間前線任務から外された後の5ヵ月後にJG 54は、ユーゴスラビアのベルグラードで発生した英国に同調する「クーデター」に対処するために南東へ移動した。オステルマンの9機目の戦果は、（Karlo Štrebenk）の操縦するユーゴスラビア王国空軍のメッサーシュミット Bf 109 E-3であった。Štrebenkの戦死はバルカン戦線 (第二次世界大戦)の最中、1941年4月6日のベルグラード上空のことであった。

## 東部戦線
バルバロッサ作戦初期段階の1941年6月23日にオステルマンは、カウナスの北のリトアニア領空域での自由索敵任務中に9機編隊のツポレフ SBを迎撃し、2機を炎上させたうえに撃墜した。オステルマン少尉は6月26日に更に多くのツポレフ SBとラトビアの南東で交戦後、胴体着陸で生還した。7月5日にはオストロフのヴェリーカヤ川上空で3機のSB-3爆撃機を撃墜し、翌6日にも同じ戦闘空域で19機目と20機目の戦果を挙げた。東部戦線に於ける8月1日の戦闘でオステルマンは、JG 54 の累計1,000機目の撃墜記録を記した。29機目を撃墜した後の9月4日にオステルマンは騎士鉄十字勲章を授与されたJG 54 で8人目の部隊員となった。この勲章は9月10日にドノーにて上級大将のアルフレート・ケラーから授与された。オステルマンは1942年1月9日に50機目、1月28日に60機目、2月19日には70機目を撃墜し、この一連の戦果を上げた後で本国へ里帰りした。この里帰りの理由は結婚のためであったが、挙式のための帰郷の途上でオステルマンは逮捕、収監されてしまった。これはドイツの警察官が幼さの残るオステルマンの容貌から本物の学生が不法にドイツ空軍の制服と勲章を身につけて悪ふざけをしているものと決め付けたからであった。その後その警察官が自身の判断の誤りの報いをどのように受けたのかは知られていない。

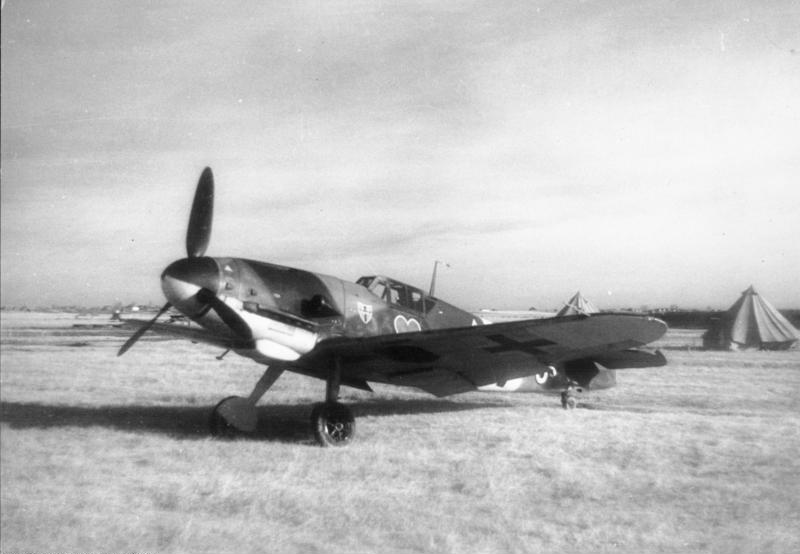
JG 54/第III飛行隊のメッサーシュミット Me109 G-2

1942年3月12日に62機の戦果で柏葉付騎士鉄十字勲章を授与されるとオステルマンはJG 54/第8飛行中隊の「飛行中隊長」に任命された。3月19日の80機目と81機目に引き続いて4月27日には89機目と90機目を撃墜した。オステルマンは5月12日に100機目の戦果を挙げ、この大台に乗せたJG 54で2人目（初はハンス・フィリップ）、全軍中で6人目のパイロットとなったが、同時にこの戦闘で乗機のBf 109F-4が被弾、破損し、オステルマン自身は右腕と大腿部上部に銃創を負った。傷は深かったが何とか乗機を所属基地まで帰投させた。その5日後、入院中のオステルマンに柏葉・剣付騎士鉄十字勲章が授与された。この勲章は6月28、29日にラステンブルクにある総統大本営のヴォルフスシャンツェで授与された。
オステルマンは1942年8月9日に赤軍の前線の遥か後方イリメニ湖の東で戦死した。オステルマンと僚機のハインリヒ・ボスニン（Heinrich Bosnin）伍長は高度1,000メートル (3,300 ft)を飛行中にカーチス P-40の9機編隊を発見した。オステルマンは後尾のP-40を撃墜し、雲の切れ間から接敵してきたソ連空軍戦闘機の一団による背後からの攻撃を受けたときはボスニンと共に2回目の攻撃に移るために編隊を組み直している状態であった。オステルマンのBf 109G-2（製造番号：10438）は、第41戦闘航空連隊（41 IAP）のArkadiy Sukovが操縦するLaGG-3の攻撃を受けコックピットに被弾した。機体は背面飛行状態になり、小さな森の端に墜落した。オステルマンは、第二次世界大戦中に戦死した柏葉・剣付騎士鉄十字勲章受勲者45名中でヴェルナー・メルダースとレオポルト・シュタインバッツに続く3人目の戦死者となった。

## 受勲
- 戦傷章黒章[3]
- 空軍前線飛行章金章（"300"回出撃記念ペナント付）[3]
- パイロット兼観測員章[3]
- 鉄十字章（1939）
  - 2級
  - 1級
- 柏葉・剣付騎士鉄十字章
  - 騎士鉄十字章（1941年9月4日）：第54戦闘航空団第7飛行中隊の少尉として[28][29]
  - 柏葉 第81号（1942年3月12日）：第54戦闘航空団第7飛行中隊の中隊長の中尉として[28][30]
  - 剣 第10号（1942年5月17日）：第54戦闘航空団第7飛行中隊の中隊長の中尉として[28][31]
- 国防軍軍報（Wehrmachtbericht）に採り上げられること4回

### 国防軍軍報からの引用
| 日付                 | 国防軍軍報のオリジナル原稿 | 和訳（英訳から転訳） |
| -------------------- | --- | --- |
| 1942年4月24日 金曜日 | Oberleutnant Ostermann errang am gestrigen Tag seinen 83. bis 85. Luftsieg. | オステルマン中尉は昨日83から85機目の撃墜を記録した。 |
| 1942年5月07日 木曜日 | Oberleutnant Ostermann errang am gestrigen Tag seinen 95. und 96. Luftsieg. | オステルマン中尉は昨日95と96機目の撃墜を記録した。 |
| 1942年5月14日 木曜日 | Oberleutnant Ostermann, Staffelkapitän in einem Jagdgeschwader, errang seinen 100. Luftsieg. | 戦闘航空団の飛行隊長オステルマン中尉は昨日100機目の撃墜を記録した。 |
| 1942年8月14日 金曜日 | Der mit dem Eichenlaub mit Schwertern zum Ritterkreuz des Eisernen Kreuzes ausgezeichnete Oberleutnant Ostermann, Staffelkapitän im Jagdgeschwader Trautloft, ist nach seinem 102. Luftsieg vom Flug gegen den Feind nicht zurückgekehrt. Mit diesem tapferen Offizier verliert die Luftwaffe einen ihrer kühnsten und erfolgreichsten Jagdflieger. | トラウトロフト戦闘航空団所属の飛行中隊長であり柏葉・剣付騎士鉄十字勲章受勲者であるオステルマン中尉は102機目の戦果を挙げた後、敵との戦闘から帰還しなかった。この果敢な将校、ドイツ空軍は最も勇猛で戦果を挙げた戦闘機パイロットの一人を失った。 |

## 参照
出典
1. ↑  Spick 1996, pp. 3–4.
2. 1 2  Obermaier 1989, p. 31.
3. 1 2 3 4 5  Berger 1999, p. 260.
4. ↑  Williamson 2006, p. 10.
5. ↑  Bergström 2008, p. 7.
6. ↑  Bergström 2008, pp. 8–9.
7. ↑  Bergström 2008, p. 9.
8. ↑  Bergström 2008, p. 11.
9. ↑  Bergström 2008, p. 15.
10. 1 2  Bergström 2008, p. 13.
11. ↑  Bergström 2008, p. 17.
12. ↑  Bergström 2008, p. 19.
13. 1 2 3  Weal 2001, p. 39.
14. ↑  Bergström 2008, p. 20.
15. ↑  Bergström and Mikhailov 2000, p. 53.
16. ↑  Bergström and Mikhailov 2000, p. 57.
17. ↑  Bergström and Mikhailov 2000, p. 78.
18. ↑  Bergström and Mikhailov 2000, p. 79.
19. ↑  Bergström and Mikhailov 2000, p. 128.
20. ↑  Weal 2001, p. 48.
21. ↑  Bergström 2008, p. 34.
22. ↑  Bergström 2008, p. 45.
23. ↑  Weal 2001, p. 56.
24. 1 2  Berger 1999, p. 261.
25. ↑  Weal 2001, p. 57.
26. ↑  Weal 2001, p. 59.
27. ↑  Bergström 2008, p. 61.
28. 1 2 3  Scherzer 2007, p. 579.
29. ↑  Fellgiebel 2000, p. 331.
30. ↑  Fellgiebel 2000, p. 59.
31. ↑  Fellgiebel 2000, p. 39.
32. ↑  Die Wehrmachtberichte 1939-1945 Band 2, p. 95.
33. ↑  Die Wehrmachtberichte 1939-1945 Band 2, p. 106.
34. ↑  Die Wehrmachtberichte 1939-1945 Band 2, p. 128.
35. ↑  Die Wehrmachtberichte 1939-1945 Band 2, p. 247.

参考文献
- Berger, Florian (1999). Mit Eichenlaub und Schwertern. Die höchstdekorierten Soldaten des Zweiten Weltkrieges. Selbstverlag Florian Berger. ISBN 3-9501307-0-5.
- Bergström, Christer & Mikhailov, Andrey (2000), Black Cross / Red Star Air War Over the Eastern Front, Volume I, Operation Barbarossa 1941, California: Pacifica Military History. ISBN 0-935553-48-7.
- Bergström, Christer (2008). Max-Hellmuth Ostermann Ace Profiles Number 2 - The Men and Their Aircraft. Air Power Editions. ISBN 978-0-9555977-2-5.
- Fellgiebel, Walther-Peer (2000). Die Träger des Ritterkreuzes des Eisernen Kreuzes 1939-1945. Friedburg, Germany: Podzun-Pallas. ISBN 3-7909-0284-5.
- Obermaier, Ernst (1989). Die Ritterkreuzträger der Luftwaffe Jagdflieger 1939 - 1945 (in German). Mainz, Germany: Verlag Dieter Hoffmann. ISBN 3-87341-065-6.
- Scherzer, Veit (2007). Die Ritterkreuzträger 1939–1945 Die Inhaber des Ritterkreuzes des Eisernen Kreuzes 1939 von Heer, Luftwaffe, Kriegsmarine, Waffen-SS, Volkssturm sowie mit Deutschland verbündeter Streitkräfte nach den Unterlagen des Bundesarchives (in German). Jena, Germany: Scherzers Miltaer-Verlag. ISBN 978-3-938845-17-2.
- Spick, Mike (1996). Luftwaffe Fighter Aces. New York: Ivy Books. ISBN 0-8041-1696-2.
- Weal, John (2001). Jagdgeschwader 54 'Grünherz'. Osprey Publishing. ISBN 1-84176-286-5.
- Williamson, Gordon (2006). Knight's Cross, Oak-Leaves and Swords Recipients 1941-45. Osprey Publishing Ltd. ISBN 1-84176-643-7.
- Die Wehrmachtberichte 1939-1945 Band 2, 1. Januar 1942 bis 31. Dezember 1943. München: Deutscher Taschenbuch Verlag GmbH & Co. KG, 1985. ISBN 3-423-05944-3.
- Helden der Wehrmacht - Unsterbliche deutsche Soldaten (in German). München, Germany: FZ-Verlag GmbH, 2004. ISBN 3-924309-53-1.